# Klein Begijnhof (Brussel)

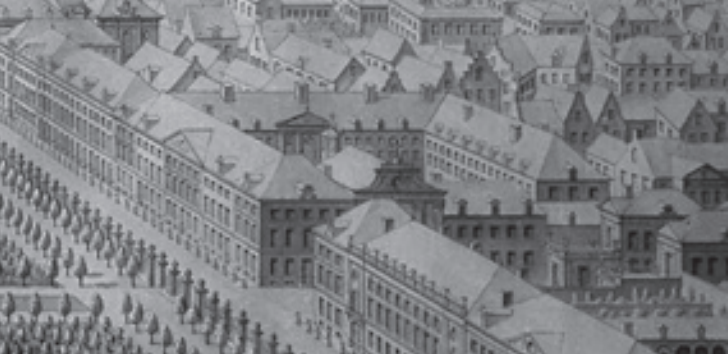
Het herbouwde Klein Begijnhof op een gravure van François Lorent (ca. 1780): de kerk langs de Warandeberg, de gebouwen langs de Koningsstraat.

Het Klein Begijnhof of Sint-Catharinabegijnhof van Brussel was een van de laatste begijnhoven die werden opgericht. Het bestond van 1646 tot 1796 en was voornamelijk gericht op meisjesonderwijs.

## Geschiedenis
Begin jaren 1640 vestigde zich een vrouwengemeenschap in de Brusselse hoogstad op de hoek van de Twaalfapostelenstraat en de Isabellastraat. Hun huis was aangekocht door Jan Vernimmen, een Brusselse Oratoriaan van het nabije Spellekenshuys die oorspronkelijk uit Sint-Winoksbergen kwam. Onder leiding van zijn zus Barbara richtten de vrome vrouwen zich op de opvoeding van te vondeling gelegde meisjes, toen een frequent fenomeen. Voor de financiering beschikten ze over liefdadige begunstiging en een stedelijke subsidie, toegezegd in 1643. De kerkelijke overheid haastte zich het initiatief binnen geijkte banen te leiden door de vrouwen in 1646 begijnenstatuten te geven naar het model van Ten Wingerd, van waaruit ook twee begijnen werden afgevaardigd. Er verbleven in dat jaar al 76 verlaten kinderen. Bijzonder aan het Klein Begijnhof was dat de begijnen er in gemeenschap leefden (niet in afzonderlijke huisjes) en dat postulanten slechts aanvaard werden voor zover ze intredegeld betaalden en het niveau hadden om les te geven. Armenonderwijs stond centraal.
De Oratoriaanse inspiratie van het begijnhof zorgde na verloop van tijd voor problemen vanwege de associatie met het jansenistische gedachtegoed. Na de dood van aartsbisschop Jacques Boonen was een van de eerste daden van zijn opvolger Andreas Creusen het in beschuldiging stellen van Jan Vernimmen, de geestelijke leidsman van het Klein Begijnhof. In december 1658 kregen de begijnen te horen dat ze niet meer bij hem te biechte mochten gaan en dat ze geen opvang en onderwijs meer mochten verstrekken. Hoewel Vernimmen na de dood van Creusen in zijn functie werd hersteld (1666), is de episode voor de begijnen toch van blijvend belang geweest. Het vondelingenonderwijs werd hen door de stad ontnomen – officieel omdat ze te duur waren – en ze heroriënteerden zich op algemeen meisjesonderricht. In 1663 hadden ze 140 leerlingen (internaat en externaat samen). Door de bijzondere nadruk op kant- en borduurwerk kwam de bedrevenheid van de begijnen op dit terrein ten goede aan de stedelijke textielindustrie, die vaardige arbeidskrachten verkreeg. Ook voor meisjes uit welstellende kringen werd een dergelijke opleiding passend geacht, zij het in een ander perspectief. Doorheen de tijd namen de begijnen steeds meer begoede leerlingen aan. De geprofeste begijnen waren in 1692 met 17.
Eind 18e eeuw brak een bewogen tijd aan voor het Klein Begijnhof, dat volop deelnam aan de urbanistieke ontwikkelingen die onder Karel van Lorreinen plaatsvonden. De ambitieuze superieure liet begijnhof en kerk herbouwen langs de nieuwe straten (zes percelen op de hoek van de Warandeberg en de Koningsstraat). De panden werden opgetrokken in 1777-80 en de aanpalende kerk ingewijd in 1782. Hoewel de financiën gezond bleven door de stijging van het aantal internen tot 90, ontstond onenigheid met de aalmoezenier en een deel van de gemeenschap. Een en ander leidde tot een interventie door de Raad van Brabant en in 1785 tot een vermaning door de kardinaal dat de begijnen zo hun gezag tegenover de jonckheyd ondermijnden.
De komst van de Fransen luidde het einde in voor het Klein Begijnhof, dat in 1796 werd gesloten. De kerk werd aangeslagen, verkocht en afgebroken. Het neoklassieke begijnhofpand is nog steeds aanwezig in het straatbeeld, zij het vanbinnen onherkenbaar verbouwd door de Generale Maatschappij van België.